# 野島健児 (演劇研究者)
野島 健児（のじま けんじ ）は、日本の学者。明治大学政治経済学部教授。
日本演劇学会 、日本独文学会に所属。専門はドイツ文学および現代演劇の研究。

## 著作活動
- 演出家ブレヒトの出発と発展 -1920年代のドイツ演劇 - （白鳳社『ヨーロッパ演劇の変貌』 、1994年）
- フリデリーケ・ロートのドラマトゥルギー―『人物創造者』を契機として （飯塚信雄教授古稀記念論集刊行会『飯塚信男教授古稀記念論集』 、1991年）
- 「トーマス・マンの『ブッデンブローク家の人びと』について」 （竹内書店『二十世紀小説』 、1972年）